# Virenque
Die Virenque ist ein Fluss in Frankreich, der in der Region Okzitanien verläuft. Er entspringt in den Ausläufern der Cevennen, im Gemeindegebiet von Sauclières, entwässert zunächst in südlicher Richtung an der Ost-Grenze des Regionalen Naturparks Grands Causses, schwenkt dann nach Osten und mündet nach rund 25 Kilometern im Gemeindegebiet von Vissec als rechter Nebenfluss in den Vis. Auf ihrem Weg durchquert die Virenque die Départements  Aveyron und Gard und berührt als Grenzfluss im Mündungsabschnitt auch das benachbarte Département Hérault. Hier bildet die Virenque ein Trockental, da im Großteil des Jahres die Wasserführung unterirdisch erfolgt.

## Orte am Fluss
- Sauclières

## Sehenswürdigkeiten
Der Fluss verläuft zwischen den beiden Kalkplateaus Causse du Larzac und Causse de Campestre und hat hier tiefe Schluchten gegraben, die als Natura 2000-Schutzgebiete (Gorges de la Vis et de la Virenque) unter den Nummern FR7300852 und FR9101384 registriert sind.